# Nur die Sonne war Zeuge
Nur die Sonne war Zeuge (Originaltitel: Plein soleil) ist ein französisch-italienischer Kriminalfilm von René Clément aus dem Jahre 1960. Der Film basiert auf dem Roman Der talentierte Mr. Ripley von Patricia Highsmith.
Der junge US-Amerikaner Tom Ripley ermordet den in Italien lebenden Millionärssohn Philippe Greenleaf und nimmt dessen Identität an, um so an Greenleafs Vermögen zu kommen.

## Handlung
Philippe Greenleaf ist Sohn eines Millionärs und lebt mit seiner Freundin Marge in Italien. Im Schlepptau hat er seinen Landsmann Tom Ripley, den Philippes Vater gegen ein Erfolgshonorar von 5.000 US-Dollar beauftragt hat, Philippe zur Rückkehr nach San Francisco zu bewegen. Philippe, der Marge und Ripley zum Spielball seiner Launen macht, denkt jedoch nicht an Rückkehr. Ripley hat Gefallen an Philippes Lebensstil gefunden und beschließt, ihn umzubringen und seine Identität anzunehmen. Nach einem von Ripley inszenierten Streit zwischen Philippe und Marge während eines Bootsausflugs geht Marge zurück an Land, nur die beiden Männer bleiben an Bord. Ripley ersticht Philippe, wirft die mit einem Anker beschwerte Leiche über Bord und nimmt Philippes Identität an. In einem unter Philippes Namen aufgesetzten Brief erklärt er Marge das Ende ihrer Beziehung. Als ihm Philippes Bekannter Freddy Miles zufällig auf die Spur kommt, beseitigt er auch ihn. Dies hat zur Folge, dass die Polizei Philippe des Mordes an Freddy Miles verdächtigt. Ripley beschließt, wieder unter seinem eigenen Namen aufzutreten, täuscht Philippes Selbstmord vor und setzt Marge in einem gefälschten Testament als seine Erbin ein. Das Testament wird von Philippes Vater anerkannt. Ripley umwirbt erfolgreich Marge, um weiterhin in den Genuss von Philippes Vermögen zu kommen. Er scheint am Ziel seiner Wünsche angekommen zu sein, doch beim Verkauf von Philippes Boot wird dessen Leiche entdeckt – das Seil, mit dem diese umwickelt war, hatte sich in der Schiffsschraube verfangen. Ripley ist überführt.

## Hintergrund
Die Dreharbeiten fanden auf den Inseln Ischia (Ischia Ponte, Ischia Porto und Palazzo D' Ambra) und Procida sowie in Neapel und Rom statt. Der Film startete am 10. März 1960 in Frankreich und lief am 16. September desselben Jahres in Deutschland an. Marge, der Name von Philippes Freundin, wurde in der deutschen Synchronfassung zu Margit geändert.
1961 erschien die bereits 1955 in den USA veröffentlichte Romanvorlage The Talented Mr. Ripley erstmals in deutscher Sprache unter dem gleichen Titel wie der Film, Nur die Sonne war Zeuge, später, in Neuauflagen, als Der talentierte Mr. Ripley. Anders als im Roman, in dem der amoralische Held Tom Ripley ungestraft entkommt, wird Ripley im Film des Mordes an Philippe (im Buch: Dickie) Greenleaf überführt. Auch verzichtete der Film auf die offen homoerotischen Anspielungen in der Fassung des Buches. Highsmith äußerte sich zwar positiv über die Besetzung der Hauptrolle mit Alain Delon, verlieh jedoch gleichzeitig ihrem Missfallen über den geänderten, moralisierenden Schluss Ausdruck.
Romy Schneider – die zu diesem Zeitpunkt in einer Beziehung mit Delon war – hat zu Beginn des Films einen Cameo-Auftritt als Begleiterin von Freddy Miles, wird jedoch nicht in den Titeln genannt. Auch Regisseur Clément übernahm eine kleine Gastrolle als Diener. 
Bemerkenswert ist die Farbregie in „Nur die Sonne war Zeuge“: Die Helligkeit und die leuchtend bunten Farben des italienischen Sommers kontrastieren mit der Abgründigkeit der Geschichte. Betont wird dieser Gegensatz durch die Kameraführung von Henri Decaë, der auf Postkartenmotive Nahaufnahmen von Gesichtern folgen lässt.
1999 drehte Anthony Minghella eine Neuverfilmung des Romans unter dem Buchtitel Der talentierte Mr. Ripley.

## Synchronisation
Die deutsche Synchronfassung entstand 1960 bei der Deutsche Mondial.
| Rolle                  | Schauspieler    | Dt. Synchronstimme  |
| ---------------------- | --------------- | ------------------- |
| Tom Ripley             | Alain Delon     | Harald Leipnitz     |
| Philippe Greenleaf     | Maurice Ronet   | Niels Clausnitzer   |
| Marge („Margit“) Duval | Marie Laforêt   | Margot Leonard      |
| Inspektor Riccordi     | Erno Crisa      | Klaus Schwarzkopf   |
| Freddy Miles           | Billy Kearns    | Klaus Havenstein    |
| O’Brien                | Frank Latimore  | Christian Marschall |
| Boris                  | Nicholas Petrov | Werner Uschkurat    |
| Schiffsmakler          | Nerio Bernardi  | Ernst Konstantin    |
| Dame aus Belgien       | Viviane Chantel | Eva Pflug           |

## Kritik
Bei Rotten Tomatoes fallen 35 von 37 Kritiken für den Film positiv aus, womit er eine Wertung von 95 % besitzt.
Laut Lexikon des internationalen Films „unterwarf [René Clément] die Geschichte vom beinahe perfekten Mord einer wahrhaft ausgefeilten Ökonomie des Tempos und des minuziös genauen Szenenaufbaus. Ein Kriminalfilm von aufregender Raffinesse“.
Patricia Highsmith bezeichnete die Leistung von Alain Delon als „exzellent“, der Film sei „sehr schön für das Auge und interessant für den Intellekt“. Der britische Guardian lobte die Leistung von Alain Delon 2013: „Delons Ripley ist ein Dorian-Gray-Porträt männlicher Schönheit und skrupellosen Wagemuts, unbesorgt vom Gewissen“.

## Auszeichnung
Der Film gewann 1962 den Edgar Award als bester ausländischer Film.

## Deutsche Video-Veröffentlichungen
Der Film erschien schon in mehreren DVD-Ausgaben: bei Arthaus (2000, 2013, 2015), als Ausgabe Nr. 36 der SZ-Cinemathek (2005), in der Ausgabe Double Up Collection (2015) und in der Alain Delon Edition Vol. 1 (2012). Auf Blu-ray erschien er in zwei Arthaus-Ausgaben 2013 und 2015.